# Ведення домашнього господарства (обчислювальна техніка)
У комп'ютерному програмуванні ведення домашнього господарства може посилатися на стандартну процедуру входу або виходу, додану до написаного користувачем блоку коду (наприклад, підпрограми або функції, іноді відомої як пролог та епілог функції) при її вході та виході, або, як альтернатива, до будь-якого іншого автоматизованого або ручного процесу програмного забезпечення, завдяки якому комп’ютер очищається після використання (наприклад, звільняючи ресурси, такі як віртуальна пам’ять). Це може включати такі дії, як видалення або архівування журналів, які система зробила в результаті діяльності користувачів, або видалення тимчасових файлів, які в іншому випадку можуть просто зайняти місце. Ведення домашнього господарства можна охарактеризувати як необхідну роботу, необхідну для виконання звичайної діяльності певного комп’ютера, але не обов’язково частину алгоритму.  Для очищення пам’яті на диску комп’ютера зазвичай для цього існує утиліта, наприклад програма для стиснення даних - для «зменшення» файлів та звільнення місця на диску та програм дефрагментації - для підвищення продуктивності диска. 

## Приклади
Прибирання може включати (але не обмежується) такі види діяльності:
- Збереження та відновлення стану програми для викликаних функцій (включаючи регістри загального призначення та адресу повернення)
- Отримання локальної пам'яті в стеку
- Ініціалізація локальних змінних на початку програми або функції
- Звільнення локальної пам'яті у стеку при виході з функції
- Вивіз сміття
- Перетворення даних
- Резервне копіювання та / або видалення непотрібних файлів та програмного забезпечення
- Виконання утиліт для обслуговування диска (наприклад, ScanDisk, дефрагментатори жорсткого диска, антивірусні сканери )